# Yukiyo Fujii
Yukiyo Fujii (藤井 ゆきよ Fujii Yukiyo?, 8 de mayo de 1985) es una actriz y Actriz de voz japonesa de la Prefectura de Kanagawa. Está afiliada con Aoni Production.

## Biografía
Antes de entrar en el mundo de la actuación de voz, trabajó como técnica de iluminación del escenario.
Ha participado  en el certamen de belleza "Miss Internacional Japón"
Inicialmente ella estaba afiliada con Aoi Corporation, donde apareció en Dramas de Televisión, entre otros. En abril de 2011, se mudó a Aoni Production.[cita requerida]
Su primer papel de voz fue en la película anime  "Patema Inverted", otros notables funciones incluyen Tetra en Log Horizon, Latifah Fleuranza en Amagi Brilliant Park y Hotaru Tomoe en Sailor Moon Crystal.

## Filmografía

### Animación televisiva
2010
- Fairy Tail como Millianna, Gemi
- HeartCatch PreCure! como Nanami Shiku

2011
- Battle Spirits: Heroes as Eiko
- Sket Dance como Yukie Izumisawa

2012
- Btooom! como Yuki
- Fairy Tail como Katja
- Kokoro Connect como Mihara
- Saint Seiya Omega como Emma
- Smile PreCure! como Hina Midorikawa; Mayuka Kashimoto
- Tanken Driland como Ellen

2013
- Jewelpet Happiness como Sachi Hakamada
- Little Busters! como Jirō

2014
- Amagi Brilliant Park como Latifah Fleuranza[4]
- Cross Ange como Maki
- Fairy Tail Series 2 como Millianna, Gemi
- Golden Time como Abu
- Log Horizon 2 como Tetra[5]
- Lord Marksman and Vanadis  como Regnas
- Nano Invaders como Mimi

2015
- Fairy Tail Series 2 como Michelia
- Food Wars: Shokugeki no Soma como Aki Koganei
- Lupin the 3rd (2015 TV series) como Rebecca Rossellini[6]
- Maria the Virgin Witch como Valkyrie
- Ultimate Otaku Teacher como Keiko

2016
- Dimension W as Cassidy
- Lupin III: Italian Game como Rebecca Rossellini
- Sailor Moon Crystal como Hotaru Tomoe/Sailor Saturn, Mistress 9
- Please Tell Me! Galko-chan como Kuseta
- Super Lovers como Ayumi Asakura
- Re:Zero kara Hajimeru Isekai Seikatsu como Mimi Pearlbaton
- Undefeated Bahamut Chronicle como Krulcifer Einfolk[7]

2017
- Kemono Friends como Alpaca Suri (ep. 3, 5, 12)
- Twin Angel Break como Nui (eps. 1, 4 - 9, 12)
- Kirakira PreCure a la Mode como Mariko Himukai
- Mahōjin Guru Guru como Tomu Parotto (episodios. 2 - 3, 8 - 16, 21 - 24)

2018
- Citrus como Harumi Taniguchi

### OVA
- Chain Chronicle (2014) como Juliana[8]
- The Kawai Complex Guide to Manors and Hostel Behavior (2015)
- Strike the Blood II OVA como Kiriha Kisaki

### Películas
- Toriko 3D: Kaimaku!Gourmet Adventure!! (2011) como Marilyn
- One Piece Film Z (2012)
- Dragon Ball Z: Battle of Gods (2013)
- Patema Inverted (2013) como Patema[9]
- Pretty Guardian Sailor Moon Eternal  (2021) como Hotaru Tomoe/Sailor Saturn
- Pretty Guardian Sailor Moon Cosmos: The Movie (2023) como Hotaru Tomoe/Sailor Saturn

### ONA
- Kyōsōgiga (2012) como estudiante masculino (ep 1); Miyakoi (ep 2); chica (ep 3)

### Videojuegos
- HeartCatch PreCure!Oshare Collection (2010) como Nanami Shiku
- Original story from Fairy Tail: Gekitotsu!Kardia Daiseidō (2011) como Gemi
- 7th Dragon 2020 (2011) como Reimi
- Beast Breakers (2012) como Seria Balaine
- Conception: Ore no Kodomo o Undekure! (2012) como Yuzuha
- Fairy Tail: Portable Guild 2 (2011) como Lily
- Fairy Tail: Zeref Kakusei (2012) como Gemi
- Nendoroid Generation (2012) como Enemy Nendoroid <energy system>; skeleton; conejo loco; Bisuteri; Kokurei
- STORM LOVER KAI!! (2012)
- Tales of Xillia 2 (2012)
- 7th Dragon 2020-II (2013) como Reimi[10]
- The Idolmaster Million Live! (2013) como Megumi Tokoro[11]
- Muv-Luv Alternative: Total Eclipse (2013) como Tatiana Belskaya; Ensign Rebecca Lint
- Magica Wars Zanbatsu (2014) como Minamo Kōsaka[12]
- Miko no Mori (2014) como Sakurako Nitta[13]
- To Heart: Heartful Party (2014) como Yasuko Tsubaki
- Hortensia Saga -Aoi no Kishi-dan- (2015)[14]
- Kemono Friends (2015) como Kinshikō (Golden Snub-nosed Monkey)[15]
- Lord of Vermilion Arena (2015) como Annerose
- Monmusu Harem (2015) como Reirinka Shimiya[16]
- Private Model (2015) como Akane Hatsukawa[17]
- Shingeki no Bahamut (2015) como Sui and Pene[18]
- Blue Archive (2021) como Kayoko Onikata

### Doblaje
- The Bling Ring como Sam Moore (Taissa Farmiga)[19]
- Flatliners as Marlo (Nina Dobrev)[20]
- Game of Thrones as Missandei (Nathalie Emmanuel)
- The Perks of Being a Wallflower as Sam (Emma Watson)

### Drama CD
- Place to Place 3: Tenka Musō no Nyan-dere-ra (2011) como colegiala
- Shimekiri-sama ni Oyurushi wo (2011) como Suimin
- Waratte! Sotomura-san (2012) como Yoshinaga-sensei[21]
- √3 = (Hitonami ni Ogore ya Onago) (2013) como Hoyu Kōzenji
- Citrus (2015) como Harumi Taniguchi

### Drama de TV
- Kasōken no Onna ninth series Episodio 8 (27 de agosto de 2009, TV Asahi) - Satsuki Mizuhara
- Castle of Sand (10-11 de septiembre de 2011, TV Asahi) - Ritsuko
- Puropōzu Kyōdai ~Umare-jun Betsu Otoko ga Kekkon suru Hōhō~ first night "Hajime-kko ga Kekkon suru Hōhō" (21 de febrero de 2011, Fuji TV)

### Películas en imagen real
- Shizumanu Taiyō (24 de octubre de 2009, Toho)

## Discografía

### Sencillos
| Fecha de lanzamiento     | Título                                                 | Artista | Lista de canciones                |
| ------------------------ | ------------------------------------------------------ | --- | --------------------------------- |
| 24 de abril de 2013      | The Idolmaster Live Theater Performance 01: Thank You! | 765 MillionStars | "Thank You!"                      |
| 24 de abril de 2013      | The Idolmaster Live Theater Performance 01: Thank You! | 765Theater AllStars | "Thank You! (765Theater Version)" |
| 31 de julio de 2013      | The Idolmaster Live Theater Performance 04             | Megumi Tokoro (Yukiyo Fujii) | "After School Party Time"         |
| 31 de julio de 2013      | The Idolmaster Live Theater Performance 04             | Chihaya Kisaragi (Asami Imai), Shiho Kitazawa (Sora Amamiya), Kotoha Tanaka (Risa Taneda), y Megumi Tokoro (Yukiyo Fujii)                                     | "Blue Symphony"                   |
| el 19 de noviembre, 2014 | "Amagi Brilliant Park Character Song Collection"       | Latifah Fleuranza (Yukiyo Fujii) | "Marginal Wonderland"             |
| 26 de noviembre de 2014  | The Idolmaster Live Theater Harmony 06                 | Megumi Tokoro (Yukiyo Fujii) | "Frozen Word"                     |
| 26 de noviembre de 2014  | The Idolmaster Live Theater Harmony 06                 | Burning Girl [Kotoha Tanaka (Risa Taneda), Tamaki Ōgami (Eri Inagawa), Umi Kōsaka (Reina Ueda), Megumi Tokoro (Yukiyo Fujii), y Miya Miyao (Chōcho Kiritani)] | "Jireru Heart ni Hi wo Tsukete"   |
| 26 de noviembre de 2014  | The Idolmaster Live Theater Harmony 06                 | Burning Girl [Kotoha Tanaka (Risa Taneda), Tamaki Ōgami (Eri Inagawa), Umi Kōsaka (Reina Ueda), Megumi Tokoro (Yukiyo Fujii), y Miya Miyao (Chōcho Kiritani)] | "Welcome!!"                       |
| 4 de abril de 2015       | The Idolmaster Live Theater Solo Collection Volume 1   | Megumi Tokoro (Yukiyo Fujii) | "Jireru Heart ni Hi wo Tsukete"   |